# John Rosén
Johan "John" Peter August Rosén, född den 24 juni 1844 i Kalmar, död den 3 maj 1910 i Stockholm, var en svensk lexikograf.
Rosén blev 1862 student vid Uppsala universitet, där han ägnade sig företrädesvis åt studiet av romanska språk samt konst- och litteraturhistoria. Han inträdde hösten 1874 i redaktionen av Nordisk familjebok och var 1880-93 medredaktör av nämnda verk. Han författade, särskilt i de fyra första banden, en mängd biografiska samt konst- och litteraturhistoriska artiklar, utmärkta av koncis form och klar stil samt noggrannhet i uppgifter. Även vid utarbetandet av supplementet till Nordisk familjeboks första upplaga lämnade han värdefull hjälp. Rosén skrev också den förklarande texten till praktverket Dante Alighieris Divina commedia, framstäld i teckningar af Gustave Doré (1875-76).